# Jeb Bush
John Ellis "Jeb" Bush (sinh ngày 11 tháng 2 năm 1953) là Thống đốc thứ 43 tiểu bang Florida (1999-2007). Là thành viên của Gia tộc Bush, Jeb Bush là em trai của Tổng thống George W. Bush; anh trai của Neil Bush, Marvin Bush và Dorothy Bush Koch; và là con trai thứ hai của cựu Tổng thống George H. W. Bush và Barbara Bush.

## Tuổi trẻ
Sinh ở Midland, tiểu bang Texas, nơi cha của Jeb đang điều hành một công ty khai thác dầu mỏ. Ngay từ khi còn bé, John Ellis Bush đã được gọi với tên "JEB", ghép lại từ ba chữ đầu của tên cậu. Khi Jeb lên sáu, gia đình dọn đến Houston, Texas. Jeb yêu thể thao, thích môn bóng chày và quần vợt. Lúc đầu cậu học ở một trường công, sau theo học tại một trường tư thục. Khi đang học lớp tám, cha cậu giành được một ghế ở Quốc hội nên phải đến làm việc tại thủ đô, để Jeb ở lại Houston với một gia đình khác hầu có thể hoàn tất năm học, nhưng cậu có thể dành gần hết các mùa hè và những ngày lễ đến sống tại Gia trang Bush. Sau đó, Jeb theo học tại Học viện Phillips Andover, một trường tư nội trú ở tiểu bang Massachusetts, cũng là trường cũ của ông anh George. Ngay từ học kỳ đầu tiên, Bush có tên trong danh sách danh dự. Cậu tự miêu tả mình là "một gã nhóc khó ưa trong một ngôi trường nhỏ khó sống". Bạn bè nhớ đến Jeb trong hình ảnh một học sinh có kỷ luật và tập trung vào học tập, đến thăm Las Vegas nhưng không uống rượu, cũng không chơi bài mà đi xem Elvis Presley trình diễn.
Khi Bush mười bảy tuổi, cậu đến León, México để dạy Anh văn trong một chương trình trao đổi sinh viên. Khi dự một cuộc đua mô tô, Bush gặp một cô gái dân địa phương tên Columba Garnica Gallo, là người mà cậu kết hôn sau này. Sau thất bại trong cuộc bầu cử thống đốc tiểu bang Florida năm 1994, Bush từ bỏ đức tin Kháng Cách để chấp nhận tôn giáo của vợ, một tín hữu Công giáo sùng tín. Bush đến học tại Đại học Texas ở Austin, chỉ trong hai năm rưỡi hoàn tất chương trình học và tốt nghiệp năm 1973 với văn bằng cử nhân chuyên ngành Mỹ Latin. Bush đăng ký quân dịch nhưng khi ấy Chiến tranh Việt Nam đã kết thúc. Sau khi tốt nghiệp, ngày 23 tháng 2 năm 1974, Bush kết hôn với người phụ nữ đầu tiên và duy nhất ông từng hẹn hò, Columba Garnica Gallo. Họ có ba người con: George P. (vừa lập gia đình), John E. "Jeb", Jr. và Noelle.

## Khởi nghiệp

### Texas và ngoại quốc
Bush làm việc cho ban quốc tế thuộc Ngân hàng Thương mại Texas, điều hành bởi Ben Love, Bush là phụ tá về truyền thông cho Love. Tháng 11 năm 1977, Bush đến Caracas, Venezuela để mở một chiến dịch mới cho ngân hàng. Cùng với gia đình, Bush sống ở đó khoảng hai năm, hoạt động trong lĩnh vực tài chính quốc tế với mục tiêu nhắm vào vị trí điều hành của ngân hàng. Bush trở về Mỹ làm việc không lương cho cha mình trong chiến dịch tranh sự đề cử của Đảng Cộng hoà cho chức vụ tổng thống trong năm 1980. Cha ông không giành được sự đề cử, nhưng Ronald Reagan chọn cha ông đứng cùng liên danh, trở thành Phó Tổng thống Hoa Kỳ trong hai nhiệm kỳ. Năm 1988, George H. W. Bush giành được sự đề cử của Đảng Cộng hoà, thành công trong cuộc bầu cử và trở thành tổng thống thứ 41.

### Miami, Florida
Sau cuộc bầu cử tổng thống năm 1980, Bush cùng với gia đình dời về Quận Miami-Dade, Florida. Ông nhận lời làm việc cho công ty bất động sản của Armando Codina, một triệu phú 32 tuổi nguyên là di dân từ Cuba. Codina đã tạo lập cơ ngơi trong ngành điện toán, khi ấy muốn thành lập một công ty mới, IntrAmerica Investment Inc., hầu tìm kiếm cơ hội làm ăn trong ngành bất động sản. Trong thời gian này, Bush tham gia một số công việc kinh doanh khác, làm việc cho một công ty điện thoại di động, là thành viên ban quản trị một công ty có sở hữu chủ là người Na Uy chuyên doanh thiết bị chữa cháy cho ống dẫn dầu ở Alaska, có cổ phần trong câu lạc bộ bóng bầu dục chuyên nghiệp Jacksonville Jaguars, mua lại một công ty giày và dính líu đến một kế hoạch có nhiều nghi vấn nhằm bán máy bơm nước ở Nigeria. Do những thành công của Bush ở công ty của Codina, dần dà Codina đồng ý nhận Bush làm đồng sự trong một công ty mới kinh doanh bất động sản. Chẳng bao lâu công ty trở thành một trong những tên tuổi hàng đầu trong lĩnh vực kinh doanh bất động sản. Là đồng sự, Bush được nhận 40% lợi tức của công ty. Tháng 6 năm 1993, Bush bán phần hùn của mình trong công ty, thu được hơn một triệu đô la để theo đuổi sự nghiệp chính trị.

## Chính trường
Ngoài tiếng Anh, Bush có thể nói thông thạo tiếng Tây Ban Nha. Ông vẫn thường đọc diễn văn bằng hai thứ tiếng trước những đám đông thính giả là các cư dân nói tiếng Tây Ban Nha ở Florida. Bush khởi đầu sự nghiệp chính trị với vị trí chủ tịch chi bộ đảng Cộng hoà Quận Dade. Quận Dade đã đóng vai trò quan trọng trong cuộc bầu cử năm 1986 đem Bob Martinez vào chức vụ thống đốc. Đáp lại, Martinez bổ nhiệm Bush làm bộ trưởng thương mại tiểu bang Florida. Bush phục vụ trong cương vị này trong năm 1987 và 1988, trước khi từ chức để lại tham gia chiến dịch tranh cử tổng thống cho cha ông. Năm 1989, Bush điều hành chiến dịch cho Ileana Ros-Lehtinen, người Mỹ gốc Cuba đầu tiên là nghị sĩ Quốc hội. Năm 1994, Bush thất bại khi ra tranh cử chống Lawton Chiles, đương kim thống đốc thuộc đảng Dân chủ. Bush chiếm được 49% phiếu, Lawton 51%.

### Thống đốc Florida
Năm 1998, Bush đánh bại đối thủ thuộc đảng Dân chủ, Phó Thống đốc Buddy MacKay (55%-45%) để trở thành thống đốc Florida, nhờ sự ủng hộ của cử tri ôn hoà và cư dân nói tiếng Tây Ban Nha (Hispanic). Cùng lúc, George W. Bush giành được chiến thắng vang dội khi tái tranh cử cho nhiệm kỳ thống đốc thứ hai của tiểu bang Texas, như thế hai anh em nhà Bush trở nên những người đầu tiên trong cùng một gia đình lãnh đạo hai tiểu bang trong cùng một thời gian kể từ Nelson và Winthrop Rockefeller đắc cử thống đốc bang New York và tiểu bang Arkansas nhiệm kỳ 1967–1971.

### Giáo dục
Thống đốc Bush tập trung vào vấn đề cải cách giáo dục. Kế hoạch A+ của ông yêu cầu các trường công lập phải tổ chức các kỳ kiểm tra nghiêm nhặt nhằm giảm thiểu những ưu đãi về thành phần xã hội và thiết lập một hệ thống thang điểm trên toàn tiểu bang theo chuẩn kiểm tra FCAT. Ông cũng ủng hộ chính sách trợ giúp tài chính cho phụ huynh nhằm cung ứng cho họ khả năng chọn lựa trường học cho con em mình.

### Bầu cử tổng thống năm 2000
Một số quan sát viên đặt nghi vấn về việc liệu Bush hoặc Ngoại trưởng tiểu bang Katherine Harris có tìm cách giúp anh của ông trong cuộc bầu cử tổng thống năm 2000 bằng cách làm xáo trộn danh sách cử tri, sau đó xác nhận kết quả cuộc bầu cử gây nhiều tranh cãi này. Có những nghi ngờ về khả năng Bush dính líu đến vụ tai tiếng "Danh sách tội phạm Florida", khi nhiều cử tri da đen ủng hộ đảng Dân chủ bị đưa vào danh sách cách sai trái và bị tước đoạt quyền bầu phiếu. Ít nhất thì Bush cũng đã không chịu xem xét lời cảnh báo của một chuyên gia vi tính cho rằng danh sách đã bị lỗi và không nên sử dụng nó. Bush chiếm được tình cảm của người dân Florida - ở đây số cử tri đăng ký cho Đảng Dân chủ đông hơn cho Đảng Cộng hoà, và một số lượng lớn cử tri không có lập trường dứt khoát, được xem là nhân tố quyết định cho kết quả bầu cử tại tiểu bang.
Bush là một hình ảnh được mến chuộng trong vòng người Mỹ gốc Cuba ở Florida (năm 2002 chiếm được 80% phiếu của cộng đồng Cuba) và cư dân nói tiếng Tây Ban Nha nhưng không phải người Cuba (56% phiếu năm 2002). Bush là đồng minh lâu năm của người Israel, do đó có mối quan hệ tốt với cử tri của cộng đồng này, năm 2002 ông giành được 44% số phiếu của người Do Thái cho cuộc đua vào chức thống đốc tiểu bang. Nhiều người da đen ủng hộ Bush vì những quan tâm của ông dành cho lĩnh vực giáo dục công lập cũng như cho cơ hội chọn lựa trường học của phụ huynh học sinh. Năm 2002, Bush gây kinh ngạc cho những người chỉ trích khi ông chiếm được phiếu bầu của giới phụ nữ da trắng tại những khu vực chưa ngã ngũ ở miền trung Florida.

## Bầu cử thống đốc năm 2002
Trước lần tái cử của Bush chưa có đảng viên Cộng hoà nào có cơ hội phục vụ nhiệm kỳ thứ hai trong cương vị thống đốc, cũng chưa có thống đốc nào từng bị đảng viên Dân chủ xem là "mục tiêu số một" để loại bỏ như Bush trong kỳ bầu cử năm 2002. Đây không chỉ là những nỗ lực trong phạm vi tiểu bang nhằm loại trừ một thống đốc thuộc đảng Cộng hoà, nhưng cũng là mục tiêu công khai của Uỷ ban Dân chủ Toàn quốc và của giới lãnh đạo tối cao của đảng Dân chủ trong cuộc bầu cử này. Cuộc chạy đua tranh chức thống đốc Florida thu hút sự quan tâm trên toàn quốc. Tháng 11 năm 2002, Bush tái đắc cử để trở nên chính trị gia thuộc đảng Cộng hoà đầu tiên đảm nhiệm chức vụ này trong hai nhiệm kỳ. Bush đánh bại đối thủ Dân chủ Bill McBride 56% - 43%, số phiếu cách biệt lớn hơn trong kỳ bầu cử năm 1998. Nếu Bush hoàn tất nhiệm kỳ thứ hai của mình, vào tháng 1 năm 2007, ông sẽ là thống đốc thứ nhì phục vụ đủ hai nhiệm kỳ ở Florida, người đầu tiên là một đảng viên Dân chủ, Rubin O'D Askew. Ông cũng là thống đốc đương nhiệm đầu tiên có anh ruột là đương kim tổng thống.

## Tiền đồ
Theo quy định của Hiến pháp, Bush không được ra tranh cử cho nhiệm kỳ thứ ba. Nhiều người muốn Bush ra tranh cử chống lại thượng nghị sĩ đương nhiệm Bill Nelson trong cuộc bầu cử Thượng viện Hoa Kỳ năm 2006; nhưng đến ngày 30 tháng 5 năm 2006, ông không tham gia cuộc đua nhưng nhường vị trí thách thức này cho Katherine Harris. Có lời đồn đoán rằng Bush sẽ tham gia cuộc chạy đua vào Toà Bạch Ốc năm 2008. Song, ngày 9 tháng 11 năm 2004, ông đã bác bỏ dự đoán này. Như thế, nếu có một đảng viên Dân chủ đắc cử năm 2008, có thể Bush sẽ là ứng cử viên cho cuộc bầu cử năm 2012, mặc dù ông chưa nói gì về khả năng này. Tháng 5 năm 2006, Tổng thống George W. Bush nói rằng em trai ông có thể trở nên một "tổng thống vĩ đại".

## Bầu cử tổng thống năm 2016
Jeb Bush công bố ông sẽ ra tranh cử tổng thống cho Đảng Cộng hòa năm 2016 vào ngày 15 Tháng 6 năm 2015 tại một trường đa văn hóa của Miami Dade College, và ông đã rút lui vào ngày 20 Tháng 2 năm 2016.